# Валиулов, Салахутдин Халиулович
Салахутдин Халиулович Валиулов (1903 — 10.09.1943) — участник Великой Отечественной войны, старший сержант.

## Биография
Салахутдин родился в селе Кляшево Тетюшского района Татарской АССР в 1903 году в семье крестьянина-бедняка, татарина. Его отец умер в 1905 году, мать работала у помещика, убирала хлеб. В 1913 году мать с двумя детьми уехала в Баку. В 1905 году поступил в городскую школу, но в 1917 году бросил учёбу, ввиду нехватки средств у матери. После чего поступил работать на фабрику бывшего Тагиева — учеником в прядильный отдел, там работал до сентября 1919 года. После школы работал в колхозе. Призван в армию был в 1941 году сразу после начала Великой Отечественной войны. Воевал помощником командира взвода в составе 2-й роты 142-го отдельного стрелкового батальона 255-й бригады морской пехоты Черноморского флота 18-й армии. В звании старшего сержанта воевал в составе 2-й роты 142-го отдельного стрелкового батальона 255-й бригады морской пехоты Черноморского флота 18 армии. Был парторгом роты.
Участвовал в десантной операции 4.02.1943 года в районе Новороссийска и в последующем удержании плацдарма на «Малой земле».
В сентябрьской наступательной операции 1943 года перед армией была поставлена задача прорваться в Новороссийск. 15 сентября десант с боями продвигался к городу. Неожиданно застрочил вражеский пулемет, расстреливая в упор наших бойцов. Рота залегла. Валиулов передал старшине Дьяченко: «Как только пулемет прекратит огонь, поднимай ребят» и быстро пополз к дзоту. Несмотря на полученное тяжелое ранение, собрав остатки сил, боец кинулся на амбразуру. Рота продолжила атаку. К исходу дня вражеская оборона была прорвана, и противник начал отступать. Утром 16 сентября Новороссийск был освобожден. Салахутдин Валиулов 29 сентября 1980 года был награждён орденом Отечественной войны I степени посмертно. Похоронен в Новороссийске.
Похоронен в городе Новороссийск. 

## Подвиг
10 сентября 1943 года при наступлении с плацдарма на Новороссийск с целью его блокирования и захвата, рота Валиуллова залегла под огнём немецкого пулемета. Валиуллов, чтобы обеспечить продвижение своей роты и не дать захлебнуться атаке незаметно подполз к дзоту и когда кончились гранаты, закрыл своим телом его амбразуру. За этот подвиг был награждён орденом Отечественной войны 1-й степени посмертно.

## Награды
- Орден Отечественной войны 1-й степени